# District hospitalier de Finlande centrale
Le District hospitalier de Finlande centrale (finnois : Keski-Suomen sairaanhoitopiiri, sigle KSSHP) est un district hospitalier de la Finlande centrale.

## Présentation
À la fin 2016, le district emploie 3 643 personnes, dont 469 médecins, 2 156 soignants et 1 467 autres personnes. 
Les dépenses de l'année 2016 s'élevaient à 349,4 millions d'euros.

## Municipalités membres
La liste des municipalités membres de KSSHP est:
- Hankasalmi
- Joutsa
- Jyväskylä
- Kannonkoski
- Karstula
- Keuruu
- Kinnula
- Kivijärvi
- Konnevesi
- Kyyjärvi
- Laukaa
- Luhanka
- Multia
- Muurame
- Petäjävesi
- Pihtipudas
- Saarijärvi
- Toivakka
- Uurainen
- Viitasaari
- Äänekoski

## Hôpitaux
Les établissements hospitaliers de KSSHP sont:
- Hôpital universitaire de Kuopio
- Hôpital central de Finlande centrale